# 司書講習
司書講習（ししょこうしゅう）とは、司書となる資格を付与する講習のことである。図書館法（昭和25年法律第118号）の第6条などに定めがある「司書の講習」のことである。

## 概要
第二次世界大戦後、図書館法の制定とともに法制化された司書資格・司書補資格を、現職の図書館員たちに付与するために始められた。初回は1951年（昭和26年）に東北大学、東京大学、名古屋大学、京都大学、九州大学を会場に開講され、翌年以降は全国各地の国立大学を巡回するように開講された。
当初は国立大学が主であったが2年目以降は私立大学でも行われるようになり、1950年代後半からは私立大学が主流となった。2004年（平成16年）を最後に筑波大学の司書講習が終了し、以降の実施大学はすべて私立である。
本来は現職職員への資格付与を目的としたものであったが、現在では学生や非正規職員、他業種からの転職などを目指す者などが多く、当初とはその役割も変わってきている。なお、受講者は女性が圧倒的に多い。
2019年は、富士大学（岩手県）、聖徳大学（千葉県）、明治大学（東京都）、鶴見大学（神奈川県）、愛知学院大学（愛知県）、桃山学院大学（大阪府）、別府大学（大分県）の7大学で実施される。通常、夏季に約2か月間の日程で行われるが、過去には冬季に実施する大学もあった。
2020年は、コロナウイルスの影響もあり、聖徳大学が対面で開講しており、桃山学院大学はオンラインと対面を併用した開講、明治大学はeラーニングによる開講で、別府大学、愛知学院大学、鶴見大学は不開講であった。富士大学の司書講習は2019年までである。
2021年は、聖徳大学と愛知学院大学が対面で開講しており、明治大学は引き続き、eラーニングによる開講で、別府大学はオンラインでの開講であった。また、鶴見大学と桃山学院大学はオンラインと対面を併用した開講であった。
2022年は、聖徳大学、鶴見大学、愛知学院大学、桃山学院大学、別府大学で開講しており、明治大学は開講がなかった。
2023年は、聖徳大学、明治大学、愛知学院大学、桃山学院大学、別府大学で開講しており、鶴見大学での開講はなかった。
大学に2年以上在学し62単位以上を修得した者、大学・短大・高専を卒業した者、司書補として通算2年以上の勤務経験を有する者が受講できる。ただし、規定の単位を取得しても、在学中の大学生であれば大学を卒業するまで、司書補であれば通算3年に達するまで、司書資格を取得したことにはならない。
司書資格を取得したからといって、実際に図書館で働ける可能性は決して高くはない。特に近年は図書館職員の非正規化が進んでおり、毎年1万人の有資格者が輩出されるのに対し、公立図書館での正規司書の採用は日本全国あわせても年に数十人程度である。

## これまでの実施大学
| 都道府県 | 大学                                     | 開講年                                                                    | 2019年度の 開講の有無 | 2019年度の 開講の有無 | 備考                                                |
| 都道府県 | 大学                                     | 開講年                                                                    | 司書 講習             | 司書補 講習           | 備考                                                |
| -------- | ---------------------------------------- | ------------------------------------------------------------------------- | --------------------- | --------------------- | --------------------------------------------------- |
| 北海道   | 北海道学芸大学                           | 1953                                                                      |                       |                       |                                                     |
| 北海道   | 札幌香蘭女子短期大学                     | 1969                                                                      |                       |                       |                                                     |
| 北海道   | 北海学園大学                             | 1962, 1965                                                                |                       |                       |                                                     |
| 岩手     | 奥州大学 →富士大学                       | 1967-1970, 1973-2019                                                      | ○                     | ○                     |                                                     |
| 宮城     | 東北大学                                 | 1951-1952                                                                 |                       |                       |                                                     |
| 宮城     | 宮城学院女子大学                         | 1964-1979                                                                 |                       |                       |                                                     |
| 秋田     | 秋田大学                                 | 1954                                                                      |                       |                       |                                                     |
| 茨城     | 図書館短期大学 →図書館情報大学 →筑波大学 | 1968-1978, 1981-2004                                                      |                       |                       | 旧所在地は東京                                      |
| 群馬     | 群馬大学                                 | 1953                                                                      |                       |                       |                                                     |
| 埼玉     | 聖学院大学                               | 2000-2008, 2010-2015                                                      |                       |                       |                                                     |
| 千葉     | 千葉大学                                 | 1955                                                                      |                       |                       |                                                     |
| 千葉     | 聖徳大学                                 | 1993-現在                                                                 | ○                     | ○                     |                                                     |
| 東京     | 東京大学                                 | 1951-1954                                                                 |                       |                       |                                                     |
| 東京     | 亜細亜大学                               | 2001-2016                                                                 |                       |                       |                                                     |
| 東京     | 慶應義塾大学                             | 1951                                                                      |                       |                       |                                                     |
| 東京     | 駒澤大学                                 | 1961-1962                                                                 |                       |                       |                                                     |
| 東京     | 大正大学                                 | 1980-1991, 1993-1996                                                      |                       |                       |                                                     |
| 東京     | 東洋大学                                 | 1952, 1954, 1961-1971                                                     |                       |                       |                                                     |
| 東京     | 明治大学                                 | 2005-現在                                                                 | ○                     |                       | メディア授業（通信教育）の司書講習も実施（約8か月） |
| 神奈川   | 横浜国立大学                             | 1952-1953                                                                 |                       |                       |                                                     |
| 神奈川   | 鶴見女子短期大学 →鶴見女子大学 →鶴見大学 | 1954, 1961-現在                                                           | ○                     | ○                     |                                                     |
| 神奈川   | 八洲学園大学                             | 2004-2018                                                                 |                       |                       |                                                     |
| 新潟     | 新潟大学                                 | 1952                                                                      |                       |                       |                                                     |
| 富山     | 富山大学                                 | 1952-1953                                                                 |                       |                       |                                                     |
| 石川     | 金沢大学                                 | 1952-1953                                                                 |                       |                       |                                                     |
| 長野     | 信州大学                                 | 1952-1953, 1955                                                           |                       |                       |                                                     |
| 岐阜     | 中部学院大学短期大学部 →中部学院大学     | 2002-2016                                                                 |                       |                       |                                                     |
| 静岡     | 静岡大学                                 | 1954                                                                      |                       |                       |                                                     |
| 愛知     | 名古屋大学                               | 1951-1952                                                                 |                       |                       |                                                     |
| 愛知     | 愛知学院大学                             | 1953-1954, 1961-現在                                                      | ○                     | ○                     |                                                     |
| 三重     | 三重大学                                 | 1953-1954                                                                 |                       |                       |                                                     |
| 滋賀     | 滋賀文教短期大学                         | 1996-2015                                                                 |                       |                       |                                                     |
| 京都     | 京都大学                                 | 1951-1952, 1954                                                           |                       |                       |                                                     |
| 京都     | 大谷大学                                 | 1962-1969                                                                 |                       |                       |                                                     |
| 大阪     | 桃山学院大学                             | 1961-現在                                                                 | ○                     | ○                     |                                                     |
| 兵庫     | 神戸大学                                 | 1953                                                                      |                       |                       |                                                     |
| 岡山     | 岡山大学                                 | 1953                                                                      |                       |                       |                                                     |
| 岡山     | 岡山就実短期大学                         | 1964                                                                      |                       |                       |                                                     |
| 広島     | 広島大学                                 | 1952-1953                                                                 |                       |                       |                                                     |
| 広島     | 広島文教大学                             | 1972-2014                                                                 |                       |                       |                                                     |
| 山口     | 山口大学                                 | 1954                                                                      |                       |                       |                                                     |
| 徳島     | 徳島大学                                 | 1953                                                                      |                       |                       |                                                     |
| 香川     | 香川大学                                 | 1952, 1955                                                                |                       |                       |                                                     |
| 愛媛     | 愛媛大学                                 | 1954                                                                      |                       |                       |                                                     |
| 愛媛     | 今治明徳短期大学                         | 1970                                                                      |                       |                       |                                                     |
| 愛媛     | 松山商科大学                             | 1964, 1979                                                                |                       |                       |                                                     |
| 高知     | 高知大学                                 | 1953                                                                      |                       |                       |                                                     |
| 福岡     | 九州大学                                 | 1951-1953, 1955                                                           |                       |                       |                                                     |
| 福岡     | 八幡大学 →九州国際大学                   | 1962, 1963-1969(奇数年のみ), 1977-1981(奇数年のみ), 1984-2008(偶数年のみ) |                       |                       |                                                     |
| 佐賀     | 佐賀龍谷短期大学                         | 1963, 1966, 1973, 1977, 1982                                              |                       |                       |                                                     |
| 長崎     | 純心女子短期大学                         | 1964                                                                      |                       |                       |                                                     |
| 熊本     | 熊本商科大学                             | 1962, 1964                                                                |                       |                       |                                                     |
| 大分     | 別府大学                                 | 1961, 1965-現在                                                           | ○                     |                       |                                                     |
| 宮崎     | 宮崎大学                                 | 1955                                                                      |                       |                       |                                                     |
| 宮崎     | 南九州短期大学                           | 1967                                                                      |                       |                       |                                                     |
| 鹿児島   | 鹿児島大学                               | 1954                                                                      |                       |                       |                                                     |
| 鹿児島   | 鹿児島経済大学                           | 1986, 1989-2017(奇数年のみ)                                               |                       |                       |                                                     |
| 沖縄     | 沖縄国際大学                             | 1996-1998, 2000-2008(偶数年のみ)                                          |                       |                       |                                                     |

※ 太字は現在実施の学校

## 科目
|                          | 科目               | 単位数 | 2011年度までの旧科目                                                                                                  |
| ------------------------ | ------------------ | ------ | --- |
| 必修 科目                | 生涯学習概論       | 2      | 生涯学習概論（必修・1単位）                                                                                           |
| 必修 科目                | 図書館概論         | 2      | 図書館概論（必修・2単位）                                                                                             |
| 必修 科目                | 図書館制度・経営論 | 2      | 図書館経営論（必修・1単位）                                                                                           |
| 必修 科目                | 図書館情報技術論   | 2      | |
| 必修 科目                | 図書館サービス概論 | 2      | 図書館サービス論（必修・2単位）                                                                                       |
| 必修 科目                | 情報サービス論     | 2      | 情報サービス概説（必修・単位）                                                                                        |
| 必修 科目                | 児童サービス論     | 2      | 児童サービス論（必修・1単位）                                                                                         |
| 必修 科目                | 情報サービス演習   | 2      | レファレンスサービス演習（必修・1単位） 情報検索演習（必修・1単位）                                                   |
| 必修 科目                | 図書館情報資源概論 | 2      | 図書館資料論（必修・2単位）                                                                                           |
| 必修 科目                | 情報資源組織論     | 2      | 資料組織概説（必修・2単位）                                                                                           |
| 必修 科目                | 情報資源組織演習   | 2      | 資料組織演習（必修・2単位）                                                                                           |
| 選択 科目 （2科目 以上） | 図書館情報資源特論 | 1      | 専門資料論（必修・1単位）                                                                                             |
| 選択 科目 （2科目 以上） | 図書館基礎特論     | 1      | 旧科目の選択科目（各1単位、2科目以上） - 図書及び図書館史 - 資料特論 - コミュニケーション論 - 情報機器論 - 図書館特論 |
| 選択 科目 （2科目 以上） | 図書館サービス特論 | 1      | 旧科目の選択科目（各1単位、2科目以上） - 図書及び図書館史 - 資料特論 - コミュニケーション論 - 情報機器論 - 図書館特論 |
| 選択 科目 （2科目 以上） | 図書・図書館史     | 1      | 旧科目の選択科目（各1単位、2科目以上） - 図書及び図書館史 - 資料特論 - コミュニケーション論 - 情報機器論 - 図書館特論 |
| 選択 科目 （2科目 以上） | 図書館施設論       | 1      | 旧科目の選択科目（各1単位、2科目以上） - 図書及び図書館史 - 資料特論 - コミュニケーション論 - 情報機器論 - 図書館特論 |
| 選択 科目 （2科目 以上） | 図書館総合演習     | 1      | 旧科目の選択科目（各1単位、2科目以上） - 図書及び図書館史 - 資料特論 - コミュニケーション論 - 情報機器論 - 図書館特論 |
| 選択 科目 （2科目 以上） | 図書館実習         | 1      | 旧科目の選択科目（各1単位、2科目以上） - 図書及び図書館史 - 資料特論 - コミュニケーション論 - 情報機器論 - 図書館特論 |
| 計                       | 計                 | 24     | |